# Johan Huydecoper van Maarsseveen

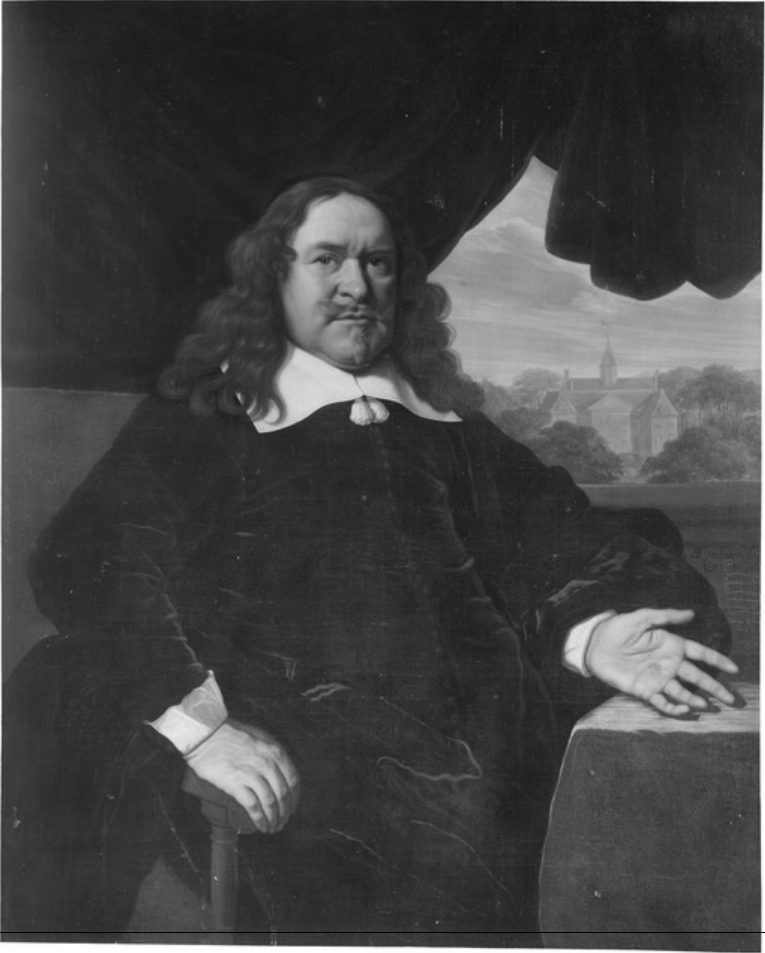
Bartholomeus van der Helst, Johan Huydecoper van Maarsseveen, 1660

Johan Huydecoper van Maarsseveen (* 1599 in Amsterdam; † 1661), Heer von Maarsseveen, Neerdijk, Thamen und Blokland, Ritter im Ordre de Saint-Michel, war ein bedeutender Regent und Bürgermeister von Amsterdam aus der Familie Huydecoper van Maarsseveen. Er steht stellvertretend für die Liebe zur Kunst, politischen Einfluss und Wohlstand im Goldenen Zeitalter.

## Biografie

### Herkunft und Jugend
Johan Huydecoper war der Sohn von Jan Jacobsz Bal, genannt Huydecoper, und der Elisabeth van Gemen. Dieser war ein Mitglied der Amsterdamer Stadtregierung (Vroedschap) und einer der Gründer der Niederländischen Ostindien-Kompanie (VOC) in 1602.
Schon in seiner Jugend betätigte sich Huydecoper als Kunstsammler, er galt 1628 als einer der ersten Käufer von Gemälden von Rembrandt van Rijn. Huydecoper und Rembrandt lebten oder arbeiteten zur gleichen Zeit in der Sint Anthoniesbreestraat, wo sich damals viele Künstler aufhielten. Huydecoper wurde zum Patron des Dichters Jan Vos, der sein 1639 von Philips Vingboons entworfenes Stadthaus an der Singel und seine Gemäldesammlung lobte, sowie der Maler Govaert Flinck und Bartholomeus van der Helst, die ihn porträtierten.

### Karriere im Goldenen Zeitalter

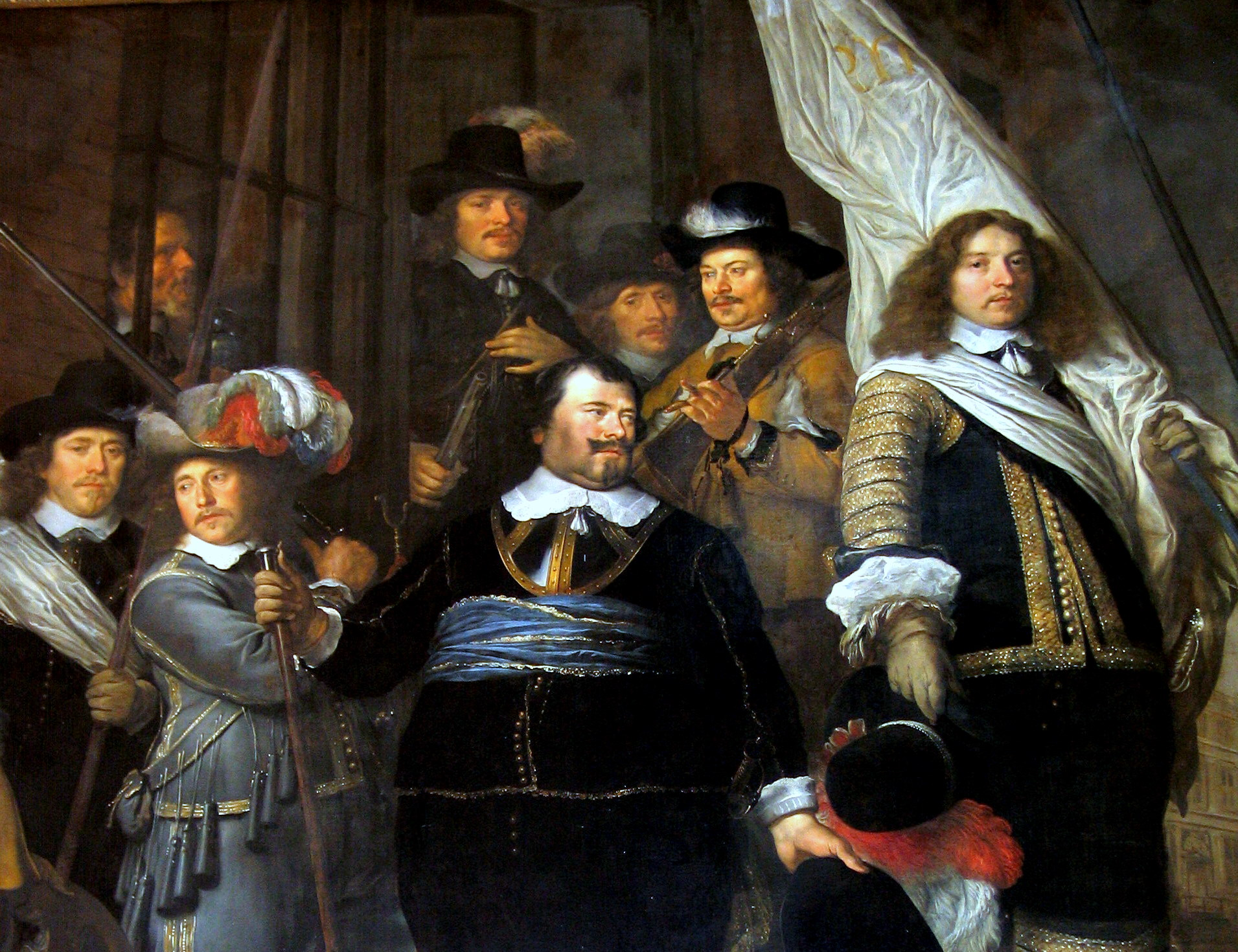
Huydecoper und seine Schützenbruderschaft (Detail Gemälde von Govert Flinck, 1648, im Amsterdams Historisch Museum)

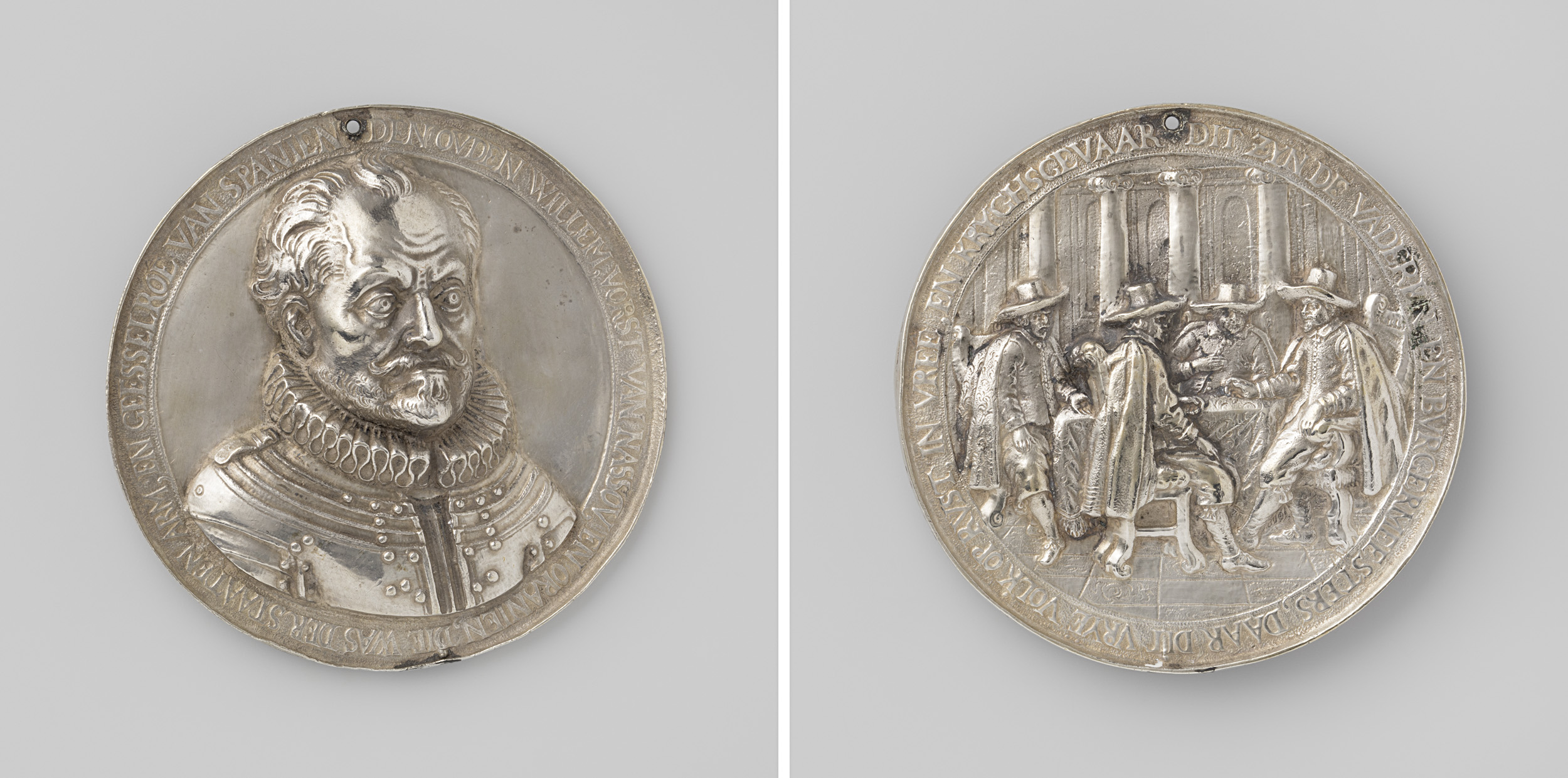
Wilhelm I. von Oranien, der Schweiger, und die Bürgermeister von Amsterdam: Prinz Wilhelm I. von Oranien (Statthalter von Holland), Cornelis de Graeff, vrijheer van Zuid-Polsbroek, Johan Huydecoper van Maarsseveen, Jan van de Poll (1597–1678) und Hendrick Dircksz Spiegel (Silberpfennig von Wouter Muller, 1655)

Unterartikel: Regent von Amsterdam
1631 wurde Johan Huydecoper als Protegé von Bürgermeister Jakob Dircksz de Graeff als Mitglied der Vroedschap in die Stadtregierung aufgenommen. In den Folgejahren konnte er unweit von Maarssen Land erwerben, wo im Ortsteil Maarsseveen nach dem Jahr 1600 kein Torf mehr abgebaut wurde, und daher zum Verkauf freistand. Huydecoper wurde zum Siedlungsplaner und vergrößerte seinen Reichtum, als er Landhäuser an der Vecht verkaufte. 1636 bekam Huydecoper einen adligen Titel in Schweden, vielleicht weil das Land (regiert von Axel Oxenstierna) Geld brauchte. 1644 wurde er Schepen in der Amsterdamer Stadtregierung.
1650 war Huydecoper van Maarsseveen einer der vier Bürgermeister Amsterdams. In der Auseinandersetzung des Statthalters aus dem Haus Oranien mit der Bürgermeisterfamilie Familie Bicker wurde Huydecoper von Bürgermeister Cornelis Bicker zusammen mit Amsterdams Schout Simon van der Does beauftragt, im Namen der unnachgiebigen Stadtregierung dem Feind die ernsten Absichten der Verteidigung zu unterbreiten. Auf Geheiß der Bürgermeister wurden die Stadttore geschlossen, das Umland geflutet und die Einwohner zur Abwehr gegen die Truppen des Statthalters Wilhelm II. von Oranien mobilisiert. Der Oranier wollte sich die allmächtige, republikanisch gesinnte Provinz Holland und deren gesellschaftspolitisches und wirtschaftliches Zentrum – die Stadt Amsterdam – gefügig machen. Als der Statthalter innerhalb einiger Monate verstarb, hatte er noch keinen Nachfolger. 1654 kam es zum Seklusionsakt, die den Ausschluss der Oranier von hohen Staatsämtern vorsah.
Während seiner Zeit als Bürgermeister nahm Huydecoper van Maarsseveen am großen Erweiterungsplan der Stadt teil und entschied, welche Künstler Aufträge für Verzierungen im Rathaus von Amsterdam bekommen sollten. Er stand politisch auf der Seite des Regenten Cornelis de Graeff und dessen jüngeren Bruder Andries, deren Großcousin er war. 1653 reiste er nach Lübeck und im Jahr 1655 gemeinsam mit Joan Corver, seinem Sohn Joan Huydecoper (II) van Maarsseveen, der später als Bürgermeister ebenfalls viel Einfluss hatte, und Cornelis’ Sohn Pieter de Graeff nach Berlin. Dort verhandelte er im Auftrag von Amsterdam mit Kurfürst Friedrich Wilhelm von Brandenburg über ein angestrebtes Bündnis gegen Schweden. Im Namen der Stadt hatte Huydecoper die Patenschaft über des Kurfürsten Sohn Karl Emil von Brandenburg übernommen und ihm mehrere Kanonen geschenkt. Der Kurfürst wurde daraufhin zum holländischen Verbündeten. 1660 war Huydecoper van Maarsseveen nebst Cornelis van Vlooswyck, Coenraad van Beuningen und Pieter de Groot Amsterdams Gesandter zu König Karl II. um ihn in Den Haag zu seiner erneuten Thronbesteigung zu beglückwünschen. Auf seinem Landhaus Goudestein am Vecht empfing Huydecoper im Jahr 1661 den Besuch von Amalie zu Solms-Braunfels. Kurz darauf starb er.